# Dexosarcophaga metamasii
Dexosarcophaga metamasii är en tvåvingeart som beskrevs av Guilherme A.M.Lopes 1946. Dexosarcophaga metamasii ingår i släktet Dexosarcophaga och familjen köttflugor.
Artens utbredningsområde är Guyana. Inga underarter finns listade i Catalogue of Life.